# Oria myodea
Oria myodea är en fjärilsart som beskrevs av Jules Pièrre Rambur 1858. Oria myodea ingår i släktet Oria och familjen nattflyn. Inga underarter finns listade i Catalogue of Life.